# Boulevard Gouvion-Saint-Cyr
Le boulevard Gouvion-Saint-Cyr est une voie du 17e arrondissement de Paris. C'est une partie des boulevards des Maréchaux.

## Situation et accès

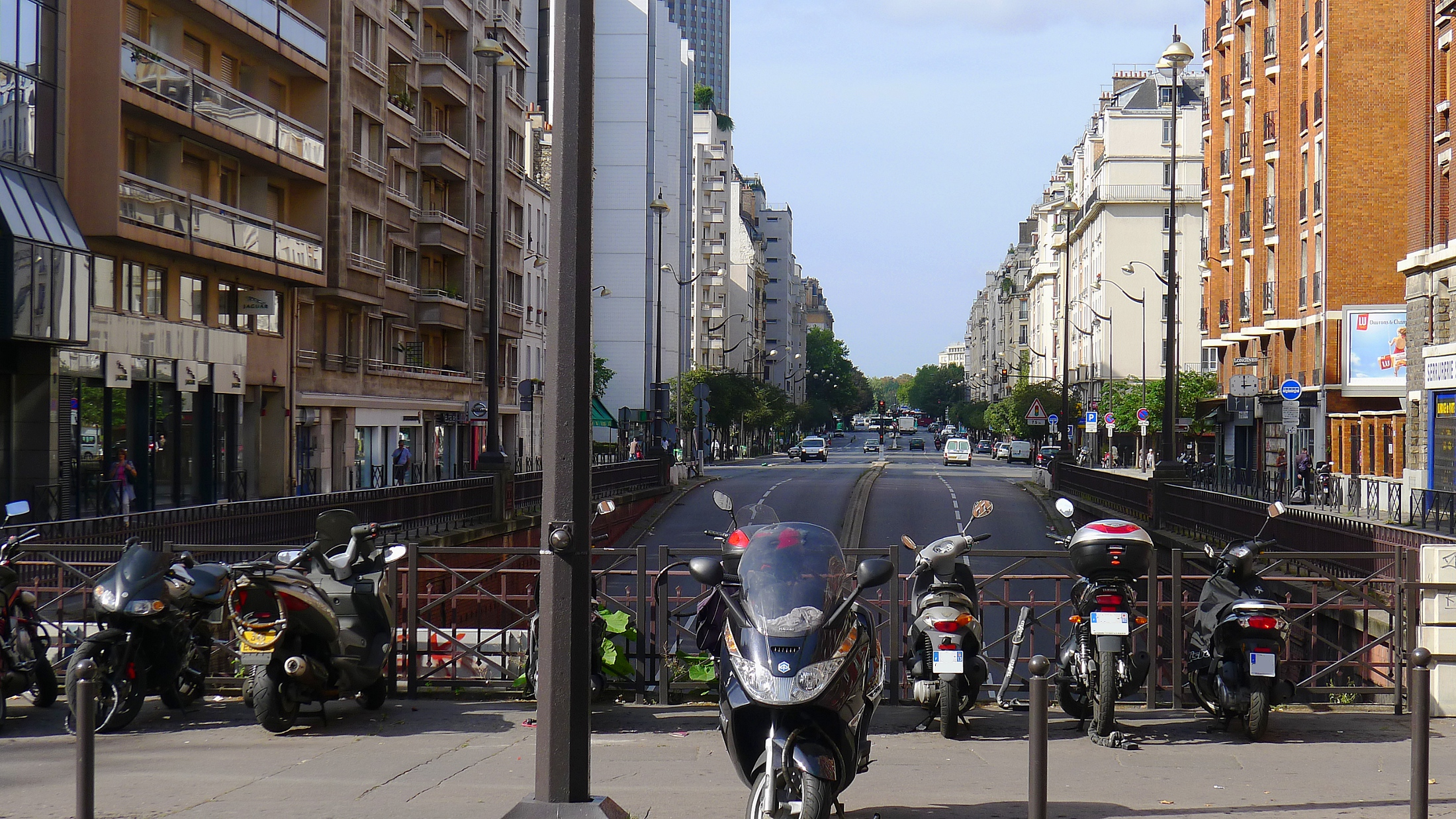
Boulevard Gouvion-Saint-Cyr vu depuis la porte de Champerret.

Il part de l'avenue de Villiers et arrive à la porte Maillot, où il se continue par le boulevard de l'Amiral-Bruix. Il a une longueur de 1 050 mètres pour une largeur de 30 à 36 mètres.
Le boulevard se divise en deux parties. La partie nord entre la porte Champerret et la porte de Villiers fait partie des boulevards des Maréchaux. Un peu au-delà de la porte de Villiers, en direction du sud, elle est prolongée en ligne droite par le boulevard Pershing avec lequel elle forme un carrefour.
La partie sud s'incurve au-delà de ce carrefour, longe l’hôtel Hyatt et le Palais des congrès par l'est et l’hôtel Méridien Étoile, situé juste en face, par l'ouest, pour rejoindre le boulevard Pereire et l'avenue de la Grande-Armée au bord de la place de la Porte-Maillot et de la gare de Neuilly - Porte Maillot du RER C.

## Origine du nom
Ce boulevard a reçu son nom du marquis Laurent de Gouvion-Saint-Cyr (1764-1830), maréchal d'Empire et homme politique français. Engagé dans l'armée en septembre 1792, il participa aux guerres de la Révolution et aux guerres napoléoniennes. Il y connaît une ascension fulgurante jusqu'à obtenir son bâton de maréchal pendant la campagne de Russie. Après la chute de l'Empire, Gouvion-Saint-Cyr est fait ministre de la Guerre par le roi Louis XVIII à deux reprises, en 1815, puis de 1817 jusqu'en 1819. Mort d'une crise cardiaque, il fut enterré au cimetière du Père-Lachaise (cénotaphe division 37).

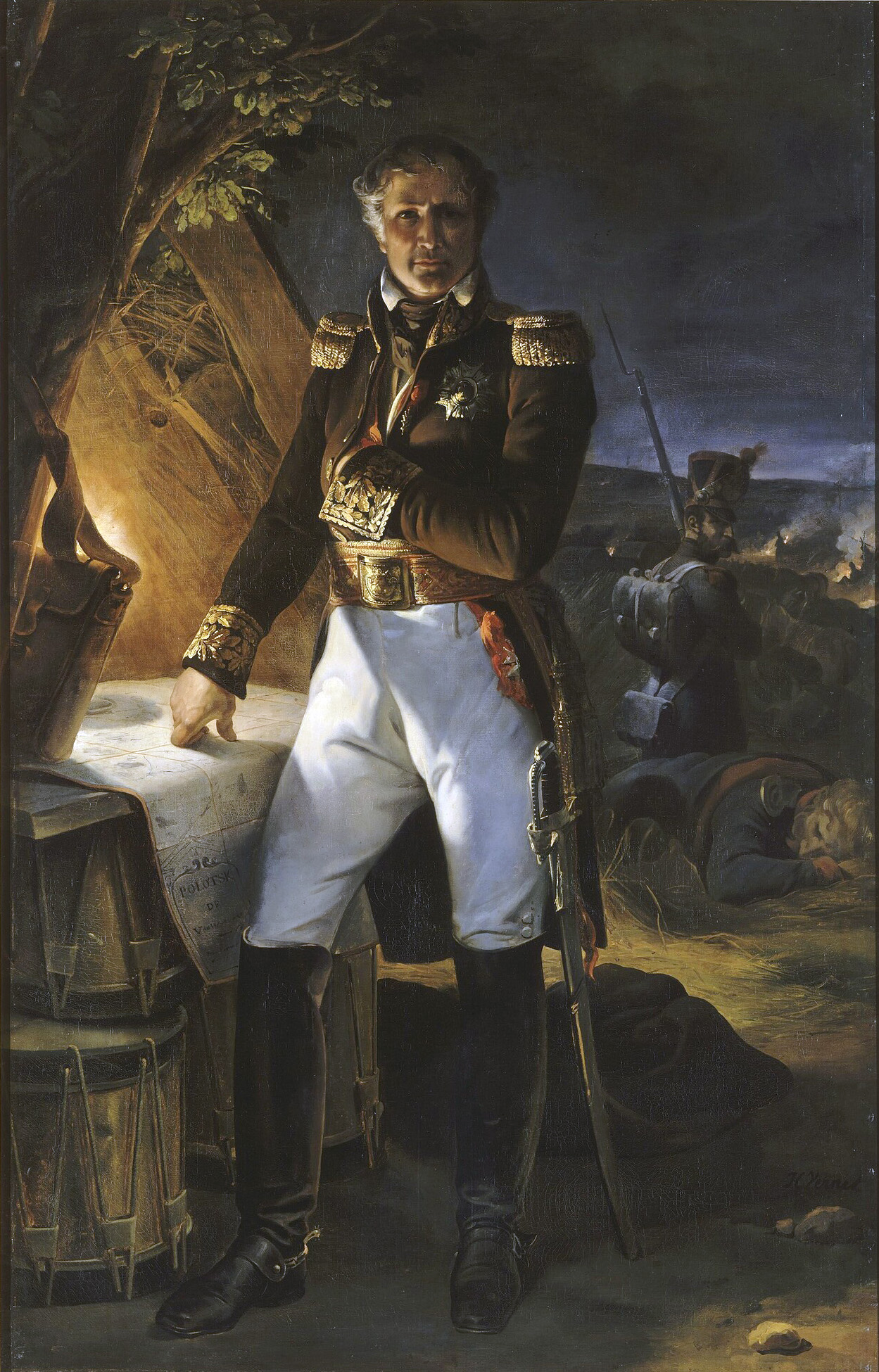
Horace Vernet, Le Maréchal Laurent de Gouvion-Saint-Cyr.
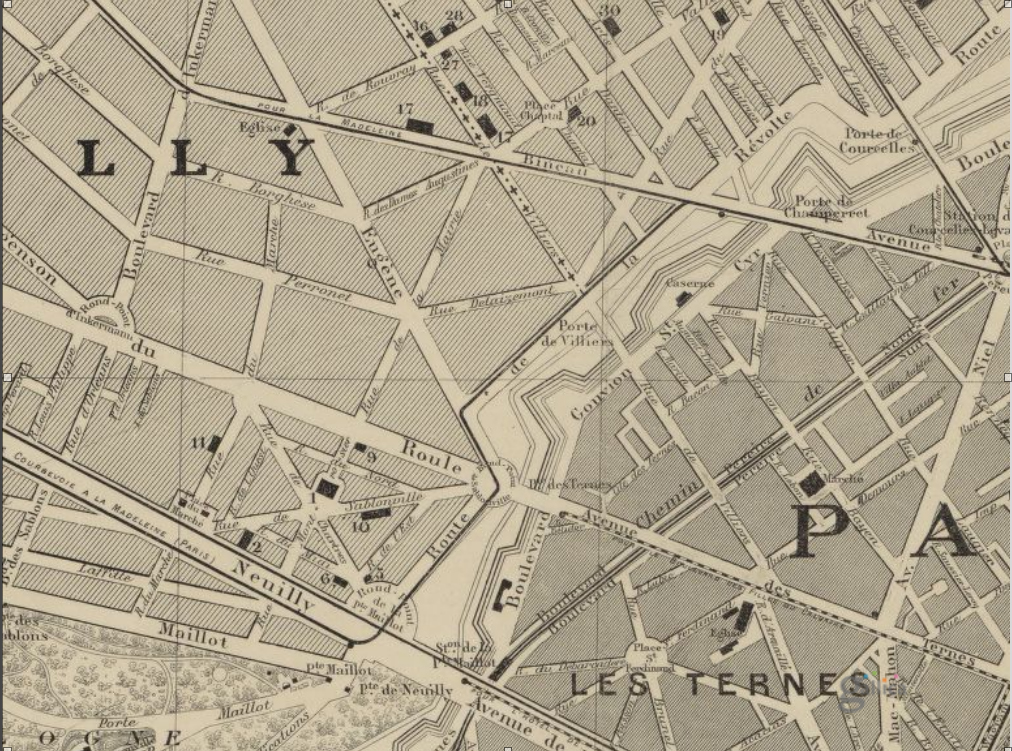
Boulevard Gouvion-Saint-Cyr, plan de 1884.
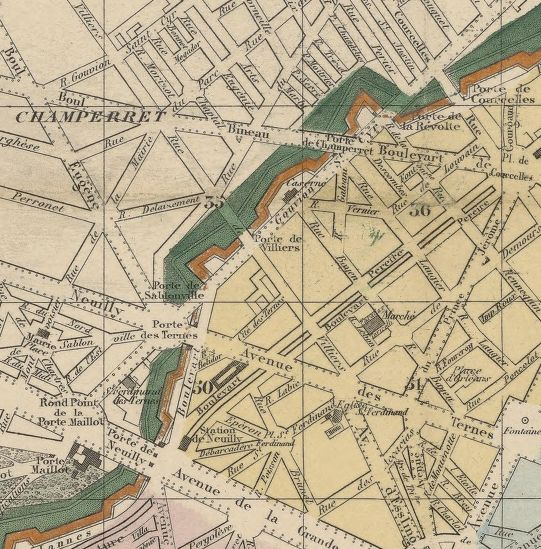
Porte de Sablonville et porte de la Révolte, plan de Villemin de 1872.

## Historique
C'est un tronçon de la route départementale no 11, dite de la Révolte, créée vers 1750 sur l'emplacement d'un ancien chemin conduisant à Saint-Denis.
Le boulevard Gouvion-Saint-Cyr fait partie de la ceinture de boulevards créée à partir de 1861 le long de l'enceinte de Thiers, à la place de la rue Militaire. Il prend son nom actuel en 1864.
La topographie du boulevard s'explique par le fait qu'il était un tronçon de la rue Militaire (1844-1860), légèrement incurvé, longeant intérieurement l'enceinte fortifiée de Thiers, derrière les bastions no 48 à no 51, entre les portes de Champerret et Maillot.
La partie nord avait été un segment de l'ancienne route dite de la Révolte avant la construction des fortifications. Cette route très rectiligne (également appelée « route des Princes ») permettait d'aller de la porte Maillot à Saint-Denis. L'actuel boulevard Pershing en faisait également partie. La route fut interrompue par la construction du bastion no 50 des fortifications et l'on traça une voie contournant les bastions par l'extérieur. Ce tracé, très peu pratique, fut abandonné rapidement et l'on créa deux ouvertures qui furent nommées « porte de Sablonville » et « porte de la Révolte ». Elles figurent sur les plans dès 1872.

### Une «coulée verte» en 1913?

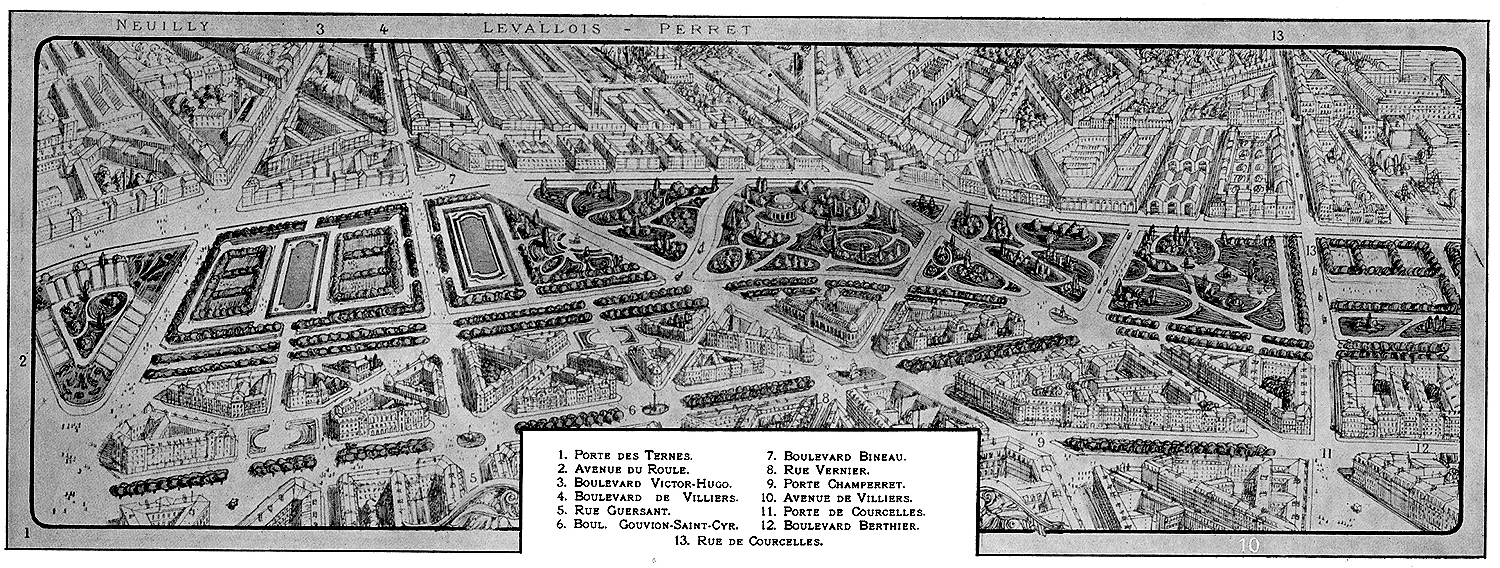
Projet de coulée verte en 1913.

En 1913, lors de la première session ordinaire du conseil municipal de Paris, M. Lampué, doyen d'âge, évoqua le rêve d'une coulée verte et évoqua la réutilisation de la Zone comme suit : « À la place des vilaines murailles des fortifications qui entourent Paris, on voyait un beau parc ininterrompu où les arbres, les arbustes et les fleurs faisaient à notre ville une ceinture de santé et de beauté aussi ; songez donc, 35 kilomètres de pelouses, avec ponts rustiques, cascatelles et ruisselets, toute une longue série de paysages au pastel. Paris vêtu et couronné de toutes les roses et de toutes les fleurs était salué comme la reine souveraine du monde. Vivant au milieu de cette belle fête des yeux et de l'esprit, les hommes devenaient meilleurs, les femmes plus jolies. »
Cela n'eut pas de suite à l'époque, en fait, il y fut édifié de nombreux immeubles HBM rouges et quelques immeubles haussmanniens, puis le périphérique soixante ans plus tard. Cependant, un reliquat de ce rêve a été réalisé tout à côté, lors de la couverture de la ligne du train d'Auteuil, au milieu du boulevard Pereire.

### Un des berceaux de l'automobile française
Dès la fin du XIXe siècle, dans ce secteur du boulevard Gouvion-Saint-Cyr, dont seul le côté Paris était construit, se sont installées de nombreuses entreprises spécialisées dans la sellerie et la carrosserie. Attirés par ces compétences, de nombreux constructeurs et concessionnaires d'automobiles, de vélocipèdes et d'accessoires s’implantèrent sur ce boulevard (et sur l'avenue de la Grande-Armée proche) On y trouvait en particulier au no 83 le premier siège de Peugeot (associé à Michelin) mais aussi de nombreux fabricants, accessoiristes, concessionnaires, et garages comme :
- no 3 : atelier de réparation Decauville[7] ;
- no 9 bis : Neubauer concessionnaire[8] ;
- no 23 : domicile du peintre Abel Bertram (1871-1954) vers 1923-1928 ;
- no 13 : hôtel du Motocycle-club de France ;
- no 87 : les motocycles Comiot (de 1894 à 1914) ;
- no 95 : le concessionnaire de Fiat et Mercedes-Benz ;
- les usines Rosengart[9].

On y trouve encore aujourd'hui de nombreuses entreprises liées à l'automobile et aux cycles parmi lesquelles les concessionnaires de BMW, Ferrari, McLaren, Maserati, Mercedes-Benz, Rolls-Royce et autres…

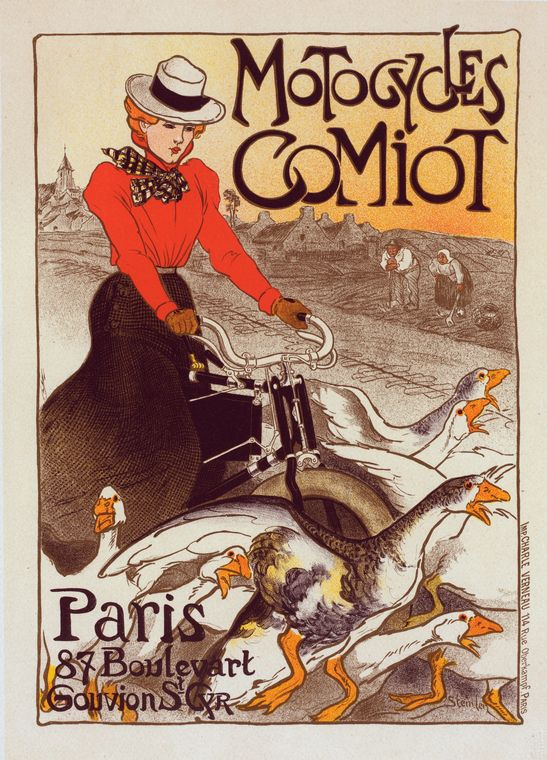
Motocycles Comiot, 87, boulevard Gouvion-Saint-Cyr.

## Bâtiments remarquables et lieux de mémoire

### Personnalités
- No 38 : Jacques Pills et Lucienne Boyer y demeurent en 1939[10].
- No 83 : la peintre Marie-Adélaïde Baubry-Vaillant y a vécu[11].
- Après avoir commencé à travailler à l'adolescence, Nadine Talier, future Nadine de Rothschild, ne s'entendant pas avec son beau-père autoritaire, loue une chambre de bonne boulevard Gouvion-Saint-Cyr[12].

### Dépôt de la Compagnie générale des Omnibus

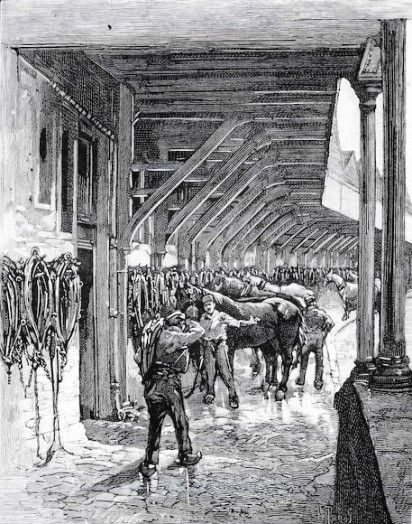
Harnachement de chevaux dans un dépôt de la CGO.

Dans tout le triangle formé par le boulevard, l'avenue des Ternes et le boulevard Pereire se trouvait le dépôt des Ternes, l'un des plus importants de la CGO. Il desservait deux lignes régulières :
- la ligne C : Porte Maillot - Hôtel de Ville (soit 5,600 km) ;
- la ligne D : Ternes - Boulevard des Filles-du-Calvaire (soit 7,447 km)[15].

### Chaptal et son usine chimique
En 1797, entre le chemin de la Révolte (boulevard Gouvion-Saint Cyr), la rue de l'Arcade (rue Bayen) et la rue de Villiers (rue Guersant), Jean-Antoine Chaptal fonda la société Coustou et Cie, fabrique d'acides minéraux aux Ternes. Il y implanta une importante fabrique qui devait connaître que peu expansion mais ce fut, paraît-il, dans les laboratoires de l'usine des Ternes que Chaptal fit ses principales découvertes. À son époque, jusqu'à 150 ouvriers furent employés à fabriquer de l'acide sulfurique et de l'alun.

### La brigade de sapeurs-pompiers de Paris
Sur l'emplacement du bastion no 49 de l'enceinte de Thiers a été créée à la fin des années 1920 la place Jules-Renard. Légèrement en retrait du boulevard Gouvion-Saint-Cyr, elle est située à l'intersection formée par la rencontre des rues Alexandre-Charpentier et Claude-Debussy et abrite la caserne Champerret des sapeurs-pompiers de Paris et son état-major.

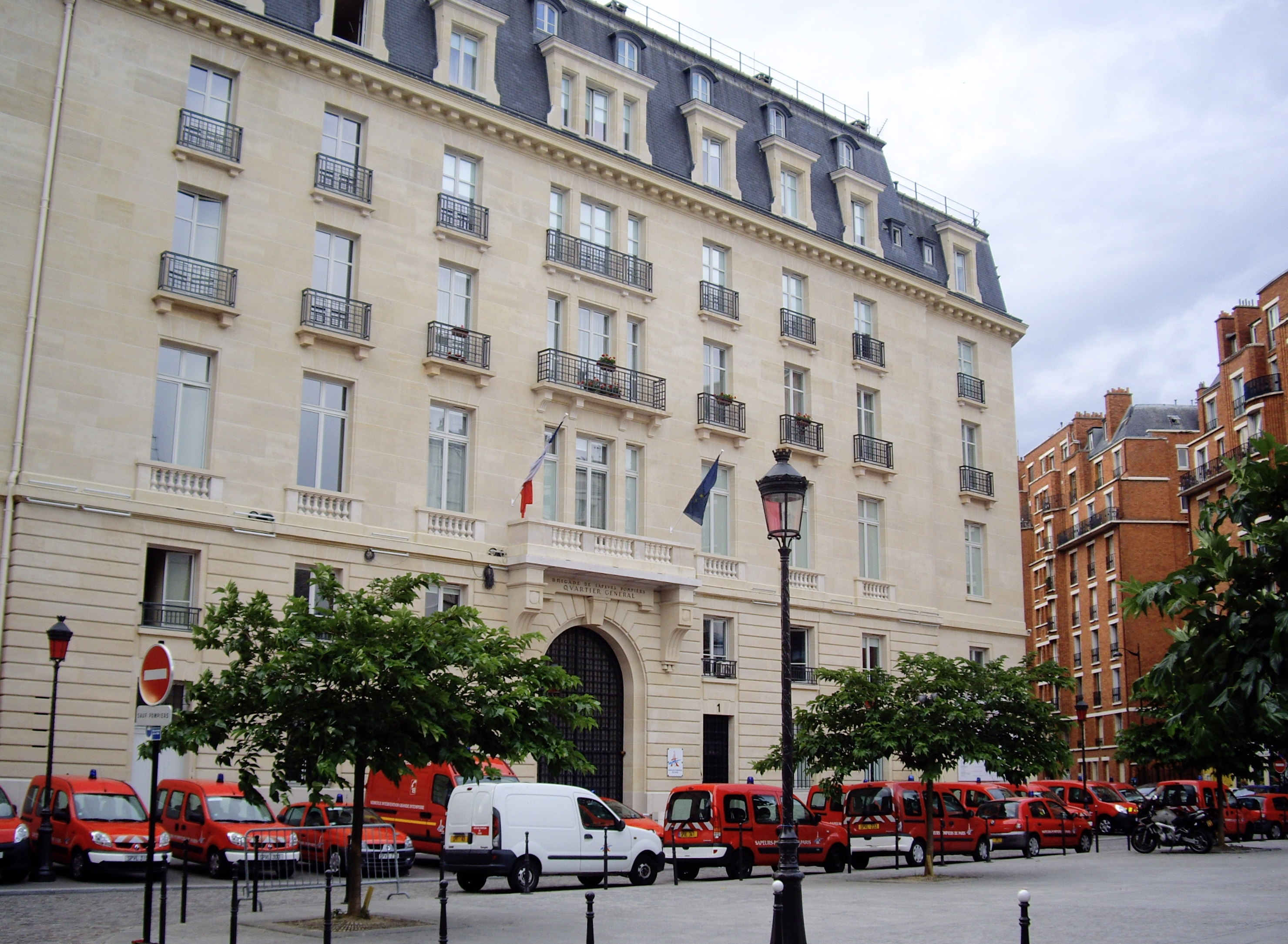
État-major des sapeurs-pompiers de Paris.
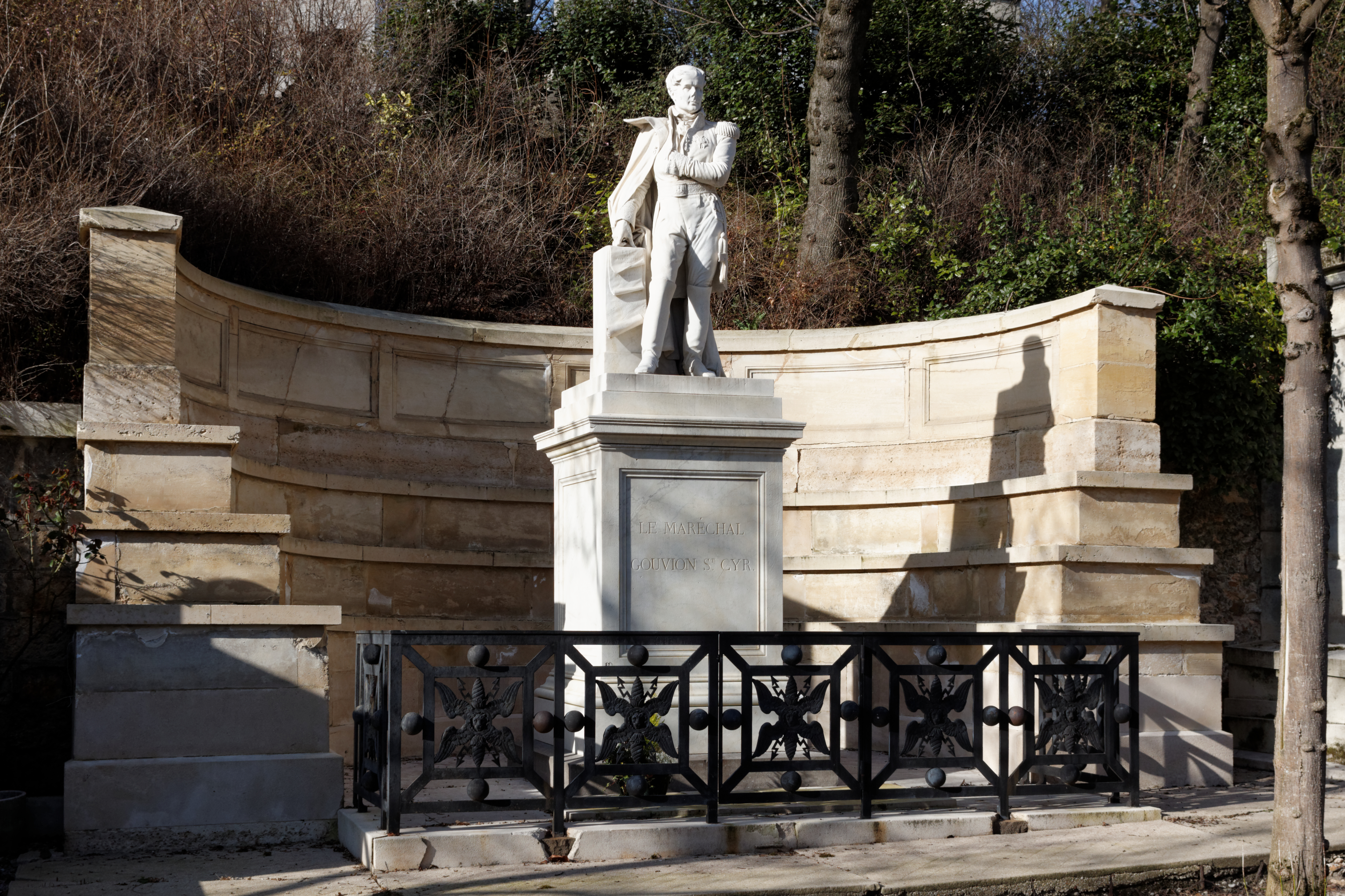
Tombeau de Laurent de Gouvion-Saint-Cyr au cimetière du Père-Lachaise.